# Afrob
Robert Zemichiel (Venecia; 1977), conocido formalmente como Afrob, es un rapero afro-alemán. Nació en Italia pero se mudó muy joven a Alemania. Empezó su carrera en 1994 con actuaciones en sesiones improvisadas de hip hop. Acrecentó su fama tras colaborar con el colectivo de raperos de Stuttgart, the Kolchose, pero hasta 1999 no sacó su primer álbum en solitario, Rolle mit Hip Hop, cuyo primer sencillo fue Reimemonster ("rhyme monsters") con la colaboración del rapero de Hamburgo Ferris MC, todo un clásico dentro del hip hop alemán.
Su segundo álbum, Made in Germany, salió en 2001, y fue el menos exitoso, a pesar de contar con colaboraciones como Gentleman, Wasi from Massive Töne o Max Herre y Joy Denalane. Este álbum es más pensativo que el primero, no obstante, es interesante el contenido social crítico del autor, como muestra el sencillo antirracista "Öffne Die Augen" ("Open Your Eyes") con Frankfurt's D-Flame. 
El rapero también ha colaborado con uno de los grandes como es Samy Deluxe. Participó en el sencillo "Four Fists" y salieron tan contentos de la experiencia que crearon un grupo llamado ASD, cuyo primer trabajo fue Wer Hätte Das Gedacht? ("Who Would Have Thought So?"). 
En 2005 Afrob sacó a la luz su último álbum, Hammer.

## Discografía

### Álbumes
- Rolle Mit Hip Hop (1999)
- Made In Germany (2001)
- Wer Hätte Das Gedacht? (conASD) (2003)
- Hammer (2005)

### Sencillos
- 1999: Reimemonster (featuring Ferris MC)
- 1999: Einfach
- 2001: Made In Germany
- 2001: Öffne Die Augen (featuring D-Flame)
- 2003: Sneak Preview (ASD)
- 2003: Sag Mir Wo Die Party Ist! (ASD)
- 2003: Hey Du (Nimm Dir Zeit) (ASD)
- 2005: Wollt Ihr Wissen
- 2005: Es Geht Hoch (featuring Lisi)
- 2006: Zähl Mein Geld